# مانو مينيزس
لويز أنطونيو فينكر مينيزس (بالبرتغالية: Luiz Antonio Venker de Menezes‏) (مواليد 11 يونيو، 1962 في باسو دو سوبرادو، البرازيل) لاعب كرة قدم برازيلي محترف سابق لعب كمدافع. وهو المدير الفني الحالي لنادي فلوميننسي البرازيلي وسبق له أن درب المنتخب البرازيلي والعديد من الاندية البرازيلية كان أخرها نادي باهيا في موسم 2020-2019

## روابط خارجية
- مانو مينيزس على موقع الاتحاد الدولي (مؤرشف)  (الإنجليزية)
- مانو مينيزس على موقع قاعدة بيانات كرة القدم.إي يو (الإنجليزية)
- مانو مينيزس على موقع Soccerway.com (الإنجليزية)
- مانو مينيزس على موقع عالم كرة القدم.نت (الإنجليزية)
- مانو مينيزس على موقع أوليمبيديا (الإنجليزية)